# Ferdinand Fléchet
Ferdinand Fléchet né à Warsage le 26 février 1842, décédé 's Gravenvoeren (Fouron-le-Comte) le 9 novembre 1915, est un militant wallon et un homme politique belge.
Ingénieur des mines diplômé de l’Université de Liège (1867), fils du sénateur libéral Jean Guillaume Fléchet, il fait partie de nombreux conseils d'administration de sociétés de charbonnages, entre autres espagnoles et allemandes.
Bourgmestre de Warsage  de 1887 à 1914), et député de Liège de 1887 à 1900 et de 1904-1914. il est membre du comité de l’Association des libéraux progressistes liégeois de 1890 à 1900.
Il refusa la décoration de l’Ordre de Léopold qu'on voulut lui attribuer. Il participe au  Congrès wallon de 1891. Au moment du vote de la loi Coremans (1896), quoique partisan de cette égalité, il pressent que cette loi va mettre en réalité les Wallons en état d'infériorité et s'abstient (La Meuse 26 novembre 1896). Il intervient aussi constamment dans des domaines comme l'emploi des langues à l'armée ou celle de la langue au nouveau primaire (1910-1914).

## Sources
1. ↑  Fléchet Ferdinand sur le site connaitrelawallonie.wallonie.be